# La Tarde (Málaga)
La Tarde fue un periódico español de carácter vespertino editado en Málaga y perteneciente a la Prensa del Movimiento. Su primer número apareció el 1 de marzo de 1940 y dejó de publicarse el 30 de septiembre de 1975. 

## Historia
La Tarde reemplazaba al Boinas Rojas, el diario de la Falange Española Tradicionalista y de la JONS, que había dejado de aparecer el día anterior. Sus instalaciones estaban en la Alameda de Colón número 2, de Málaga, cuya población en ese momento estaba en 238.000 habitantes, donde también se tiraba el matutino Sur, de la misma cadena. Durante la Dictadura franquista pasó a formar parte de la Cadena de Prensa del Movimiento.
La Tarde le prestaba una especial atención a la Costa del Sol y a las noticias locales, su primer director fue Juan Cortés Salido y entre los que trabajaron en la publicación estaban sus hijos Juan, Francisco y Rafael Cortés. Este último hacía resúmenes de la Segunda Guerra Mundial que él mismo ilustraba con mapas donde pintaba flechas indicando la posición y movimiento de las tropas. La Tarde, a diferencia de lo que ocurría con Sur, nunca tuvo un especial éxito entre el público malagueño y no superó los 3.000 ejemplares en su mejor momento. Tampoco tuvo unas cuentas saneadas, lo que supuso que incurriera en continuos déficits.
El diario constaba inicialmente de cuatro u ocho páginas, que luego fueron aumentando. Los redactores debían trabajar de prisa porque el diario debía salir impreso de los talleres las tres de la tarde para su venta. La información deportiva estaba a cargo de Manuel Castillo como cronista titular —después llegó a ser redactor jefe de Deportes de Sur—, de Diego Rivero en fútbol y de José Mancera. También había información taurina a cargo de Benito Marín, críticas de arte firmada por Racor (Rafael Cortés), una doble página titulada 'Los temas del día' que escribía Francisco Javier Bueno, una página diaria para las peñas, de Pedro Antúnez, una sección titulada 'Calle Larios' y firmada por Martirico que recopilaba noticias locales. Las fotos eran de Guidet, como redactor jefe figuraba Pepe Botella y en la redacción también estaba Juan Antonio Rando, que fue director de Radio Nacional de España. El martes 30 de septiembre de 1975 salió el último número de La Tarde, entonces dirigido por Timoteo Esteban Vega, anunciando en un editorial en portada la decisión de cerrar el periódico para fortalecer a Sur, que absorbió gran parte del personal.

## Directores
Por la dirección del diario pasaron Juan Cortés Salido, Antonio Gallardo Sánchez, Francisco Villalgordo Montalbán y Timoteo Esteban Vega.